# 1919 en mathématiques
| Années des mathématiques : 1916 - 1917 - 1918 - 1919 - 1920 - 1921 - 1922    |
| Décennies des mathématiques : 1880 - 1890 - 1900 - 1910 - 1920 - 1930 - 1940 |

Cet article présente les faits marquants de l'année 1919 en mathématiques.

## Évènements
- 2 avril : fondation officielle à Cracovie de la Société mathématique de Pologne[1].
- Le mathématicien norvégien Viggo Brun prouve le théorème de Brun sur les nombres premiers jumeaux[2].

## Naissances

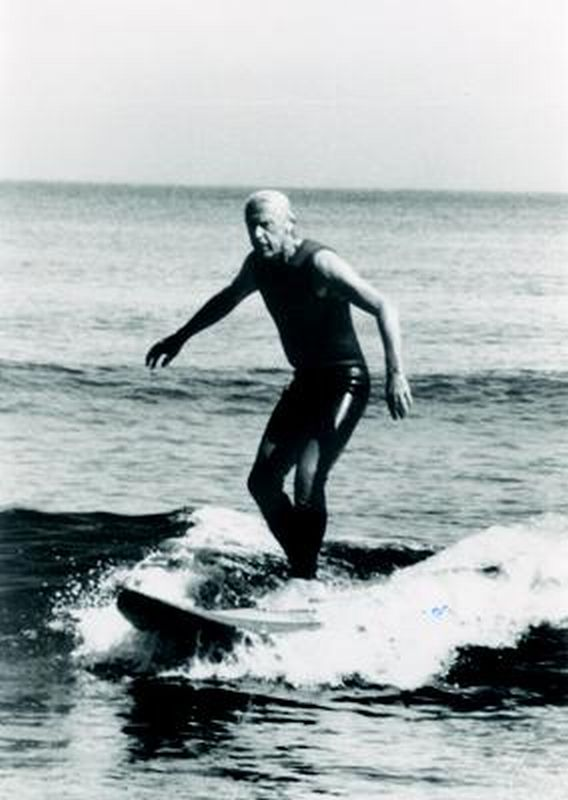
Gerhard Ringel

- 11 janvier : Theodore Harris (mort en 2005), mathématicien américain.
- 9 février : Irene Stegun (morte en 2008), mathématicienne américaine.
- 18 février : Clifford Truesdell (mort en 2000), mathématicien, mécanicien et historien des sciences américain.
- 7 mars : Lars Gårding (mort en 2014), mathématicien suédois.
- 24 avril : Richard Friederich Arens (mort en 2000), mathématicien américain.
- 12 mai : Wu Wenjun (mort en 2017), mathématicien chinois.
- 25 mai : Raymond Smullyan (mort en 2017), mathématicien, logicien et prestidigitateur américain.
- 1er juin : Gisbert Hasenjaeger (mort en 2006), mathématicien et logicien allemand.
- 23 août : Vladimir Abramovitch Rokhline (mort en 1984), mathématicien russe-soviétique.
- 27 août : Raymond Couty (mort en 2005), mathématicien français.
- 22 septembre : Robin Gandy (mort en 1995), mathématicien et logicien britannique.
- 27 septembre : James H. Wilkinson (mort en 1986), mathématicien anglais.
- 10 octobre : William Kruskal (mort en 2005), statisticien et mathématicien américain.
- 21 octobre : Raymond Siestrunck (mort en 2005), physicien et mathématicien français.
- 22 octobre : Anton Kotzig (mort en 1991), mathématicien slovaque–canadien.
- 28 octobre : Gerhard Ringel (mort en 2008), mathématicien allemand.
- 1er novembre : Hermann Bondi (mort en 2005), mathématicien et un cosmologiste austro-britannique.
- 14 novembre : Paulette Libermann (morte en 2007), mathématicienne française.
- 8 décembre : Julia Robinson (morte en 1985), mathématicienne américaine.
- Yael Dowker (morte en 2016), mathématicienne anglo-israélienne.

## Décès
- 16 avril : Paul Mansion (né en 1844), mathématicien et historien des sciences belge.
- 21 mai : Evgraf Fedorov (né en 1853), mathématicien, cristallographe et minéralogiste russe.
- 23 septembre : Heinrich Bruns (né en 1848), mathématicien et astronome allemand.
- 1 octobre : Philip Jourdain (né en 1879), mathématicien et logicien britannique.
- 18 novembre : Adolf Hurwitz (né en 1859), mathématicien allemand.
- Elizaveta Litvinova (née en 1845), mathématicienne russe.